# Hej, sa Petronella
Hej, sa Petronella är en sång med text av Lennart Hellsing och musik av Knut Brodin, som publicerades 1957 i Våra visor I. Sången innehåller en berättelse om den fiktiva personen Petronella från Plaskeby, och temat att försöka vara glad i alla lägen och väder. Att göra en båt av bruksföremål är ett vanligt motiv i många sagor. En folkmelodi ligger till grund.

## Publikation
- Barnens svenska sångbok, 1999, under rubriken "Sånger för småfolk".

## Inspelningar
En tidig inspelning gjordes av Parkskolan i Västerhaninge 1971 på albumet Lek med toner 2.

### Fotnoter
1. ↑  Palm Anders, Stenström Johan, red (1999). Barnens svenska sångbok. Stockholm: Bonnier. Libris 8345222. ISBN 91-0-057050-8 (inb.)
2. ↑  ”Lek med toner 2”. Svensk mediedatabas. 6 mars 1971. http://smdb.kb.se/catalog/id/001451127. Läst 17 augusti 2011.